# Chiesa di San Giorgio (Albenga)
La chiesa di San Giorgio è un luogo di culto cattolico situato nella regione San Giorgio, in via Don Giuseppe Pelle, nel comune di Albenga in provincia di Savona. La chiesa è ubicata all'interno del cimitero frazionale di Campochiesa.

## Storia

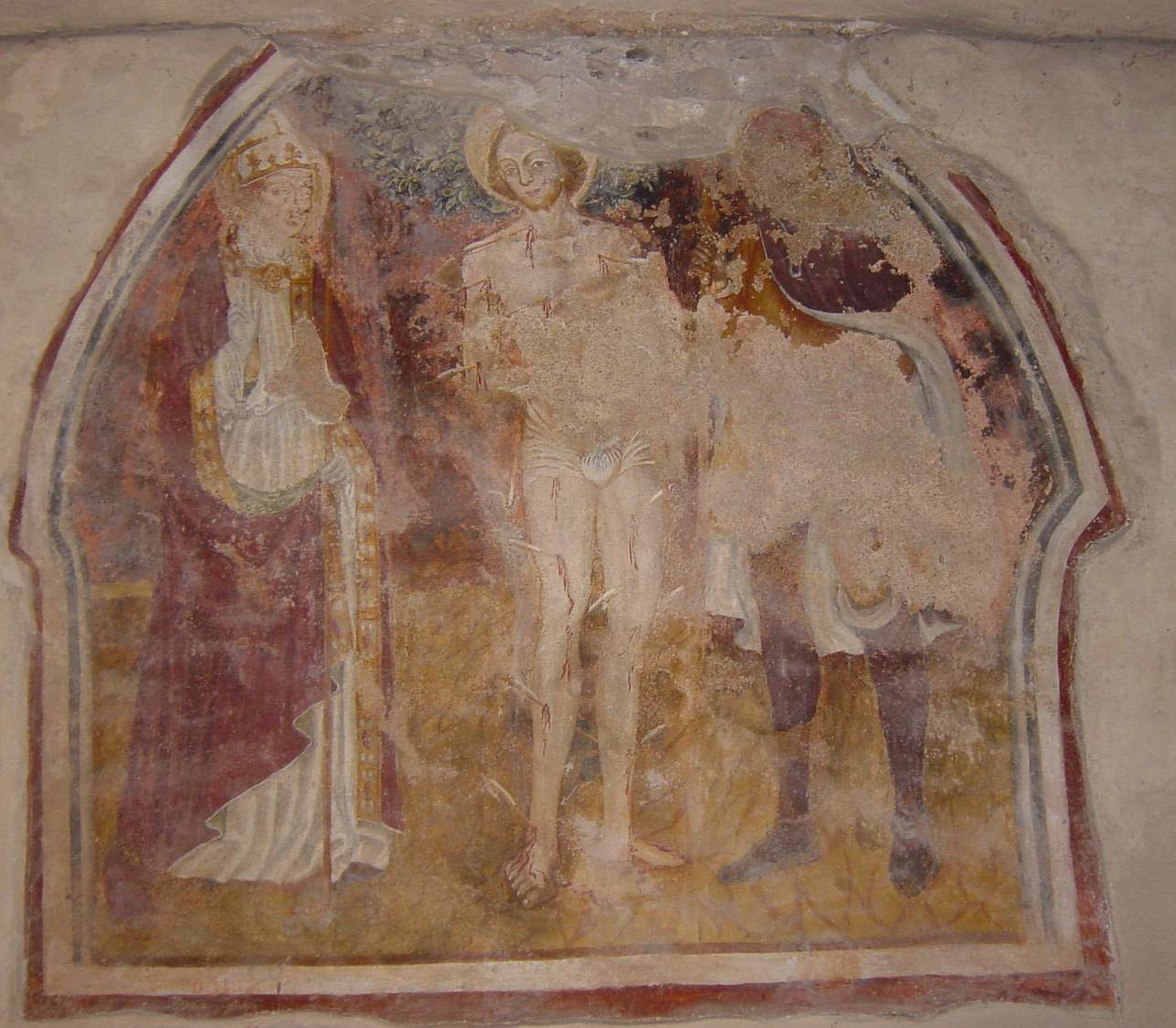
Particolare degli affreschi

Situata all'interno del cimitero, la struttura fu edificata sopra una preesistente cappella dell'alto Medioevo databile tra il VIII e X secolo. Tracce di questa primitiva chiesa, compresa entro lo spazio dell'attuale navata centrale, sono conservate sotto il pavimento e inglobate nel primo gradino di accesso al presbiterio. Indicata nei documenti medievali come "San Giorgio de pratis" o "de campora", venne probabilmente fondata dall'ordine benedettino e fu, come altri luoghi di culto, alle iniziali dipendenze dell'abbazia dell'isola Gallinara. Fu sede di priorato - il primo priore fu Nicolò Moreno, citato in un documento del 1204 - e la sua cura parrocchiale si estendeva a molti centri della zona, cura che decadde nel corso del XVI secolo a causa del forte spopolamento che si verificò nelle piccole comunità limitrofe; la stessa sede parrocchiale fu spostata nella chiesa dei Santi Fabiano e Sebastiano, nel centro urbano di Campochiesa; l'ultimo priore della chiesa di San Giorgio, citato nel 1616, fu Bernardo Bruno.

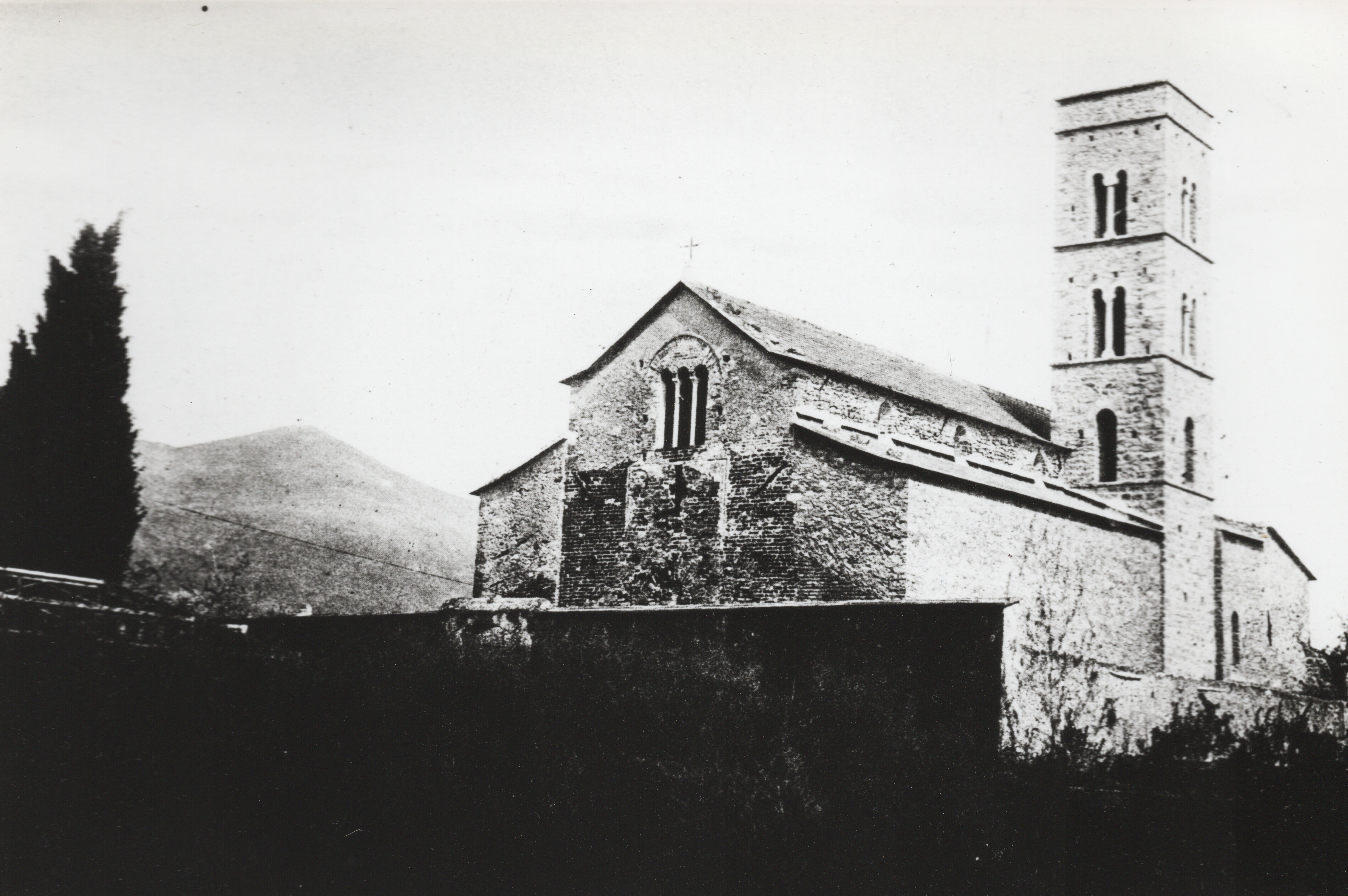
Albenga Chiesa di San Giorgio, primi del '900

L'edificio, dopo un lungo abbandono nei secoli successivi, fu restaurato a partire dal 1901 e ancora tra il 1935 e il 1936 con una ricostruzione della struttura su elementi originari, in particolare della navata destra e del campanile. Proprio questi ultimi elementi architettonici furono devastati gravemente a seguito del terremoto che scosse la riviera di ponente nel 1887.

## Descrizione
La chiesa presenta due stili architettonici riferibili al romanico (il primo impianto) e al gotico con le varie fasi costruttive ben visibili nella facciata, all'interno e all'attiguo campanile. 

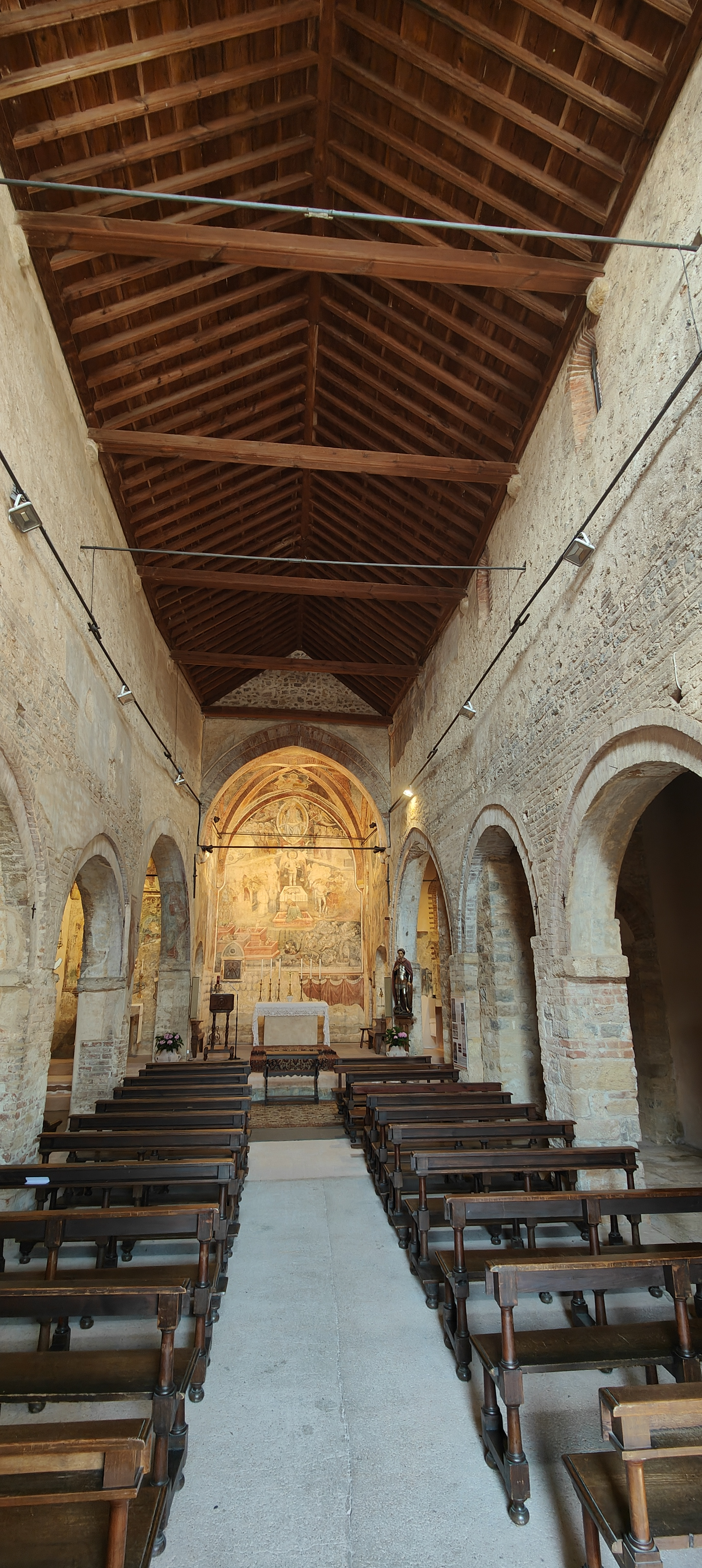
L'interno

La divisione dell'interno romanico a tre navate con archi a tutto sesto è databile al XII secolo, mentre l'allungamento con due arcate ogivali è risalente al XIV secolo.
Tra i vari cicli di affreschi che adornano l'interno - i primi risalenti al XIII secolo - di pregio artistico è, nell'abside maggiore, l'affresco del Giudizio Universale del 1446. Il dipinto raffigura, nella sezione dell'Inferno, personaggi noti della Divina Commedia tra i quali Virgilio e lo stesso poeta Dante Alighieri, il Conte Ugolino e l'arcivescovo Ruggieri degli Ubaldini; tale dipinto costituisce una delle poche testimonianze della tradizione dantesca del tardo medioevo in Liguria.
Lungo le pareti laterali le raffigurazioni in basso dei Dodici apostoli (sei per lato); la Natività di Cristo in alto, sul lato sinistro; Gesù racchiuso in una grande mandorla, in alto, sul lato opposto; i Quattro evangelisti nella volta. Nella navata sinistra gli affreschi della Madonna col Bambino e angeli musicanti tra i santi Stefano e Arcadio (?) (XVI secolo); l'Assunzione di Maria al cielo; i santi Sebastiano, Fabiano e Rocco (affresco votivo) del 1476; San Cristoforo e figure di Apostoli (XIII secolo). L'abside della navata destra conserva invece il ciclo affrescato con Scene di vita di san Biagio del XIV secolo e di ambito artistico toscano. In sagrestia l'affresco della Crocifissione di Gesù (XV secolo).